# کلیسای جامع هلسینکی
کلیسای جامع هلسینکی یک کلیسای جامع واقع در هلسینکی، فنلاند می‌باشد.

## نگارخانه

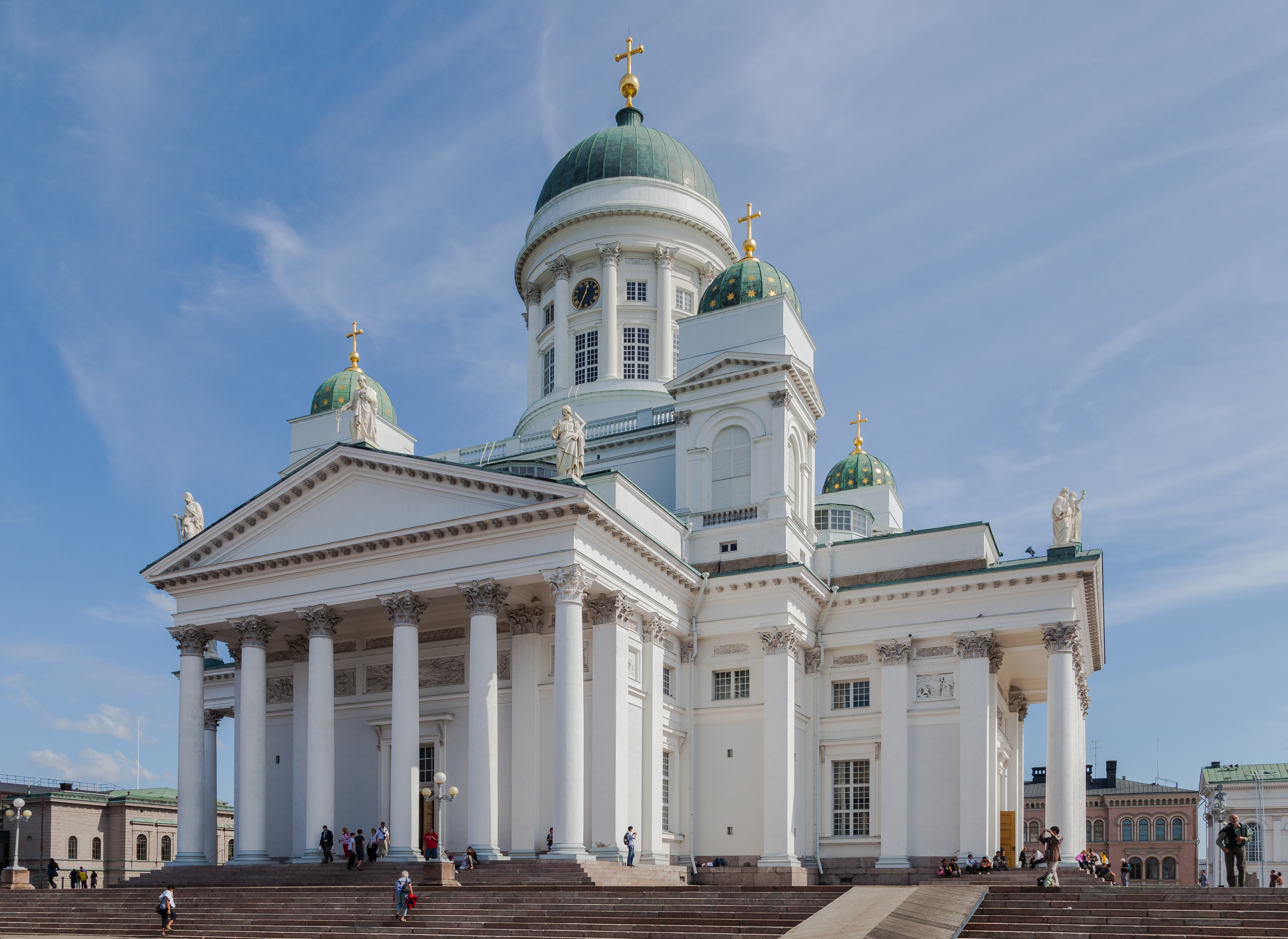
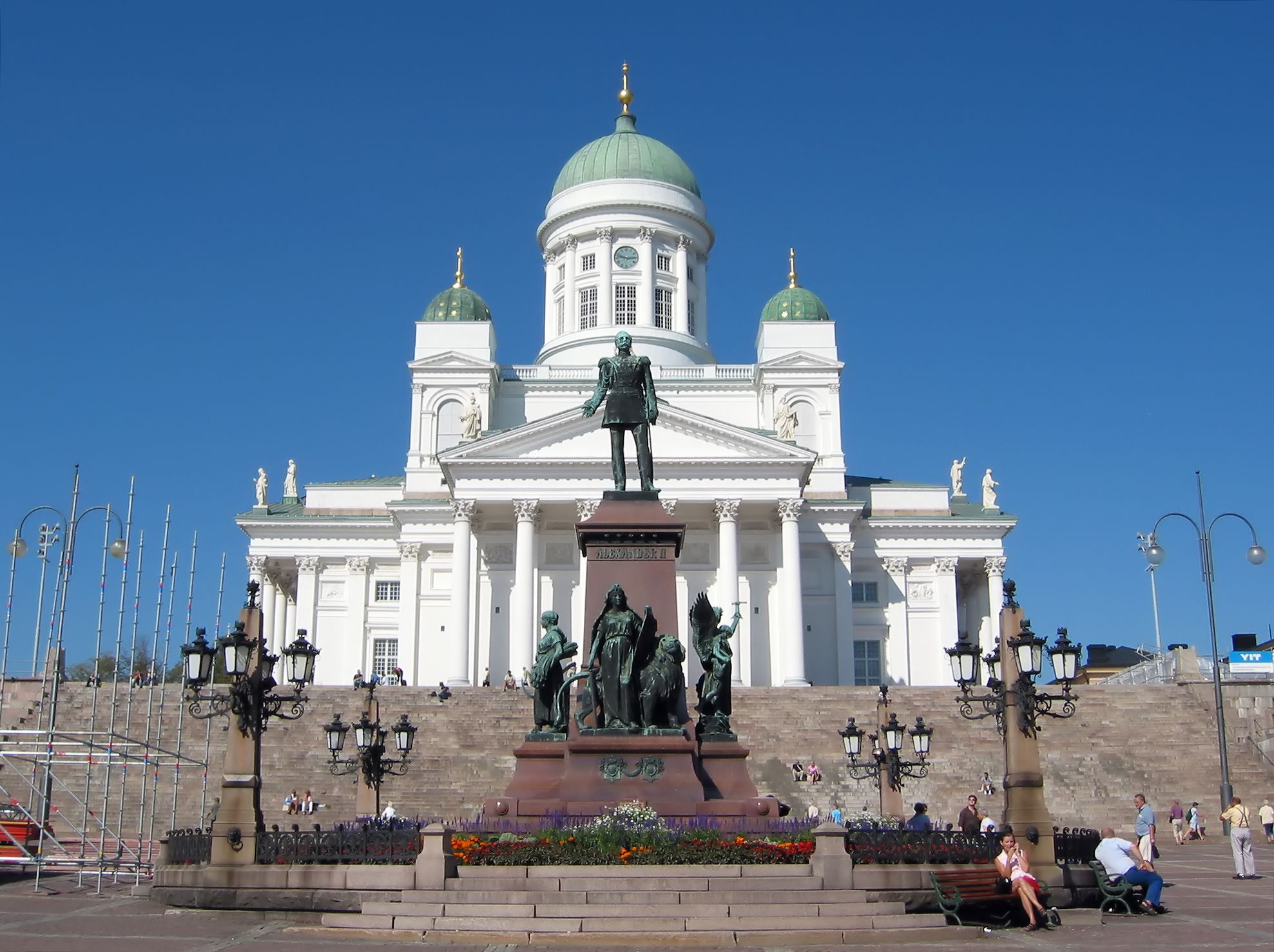
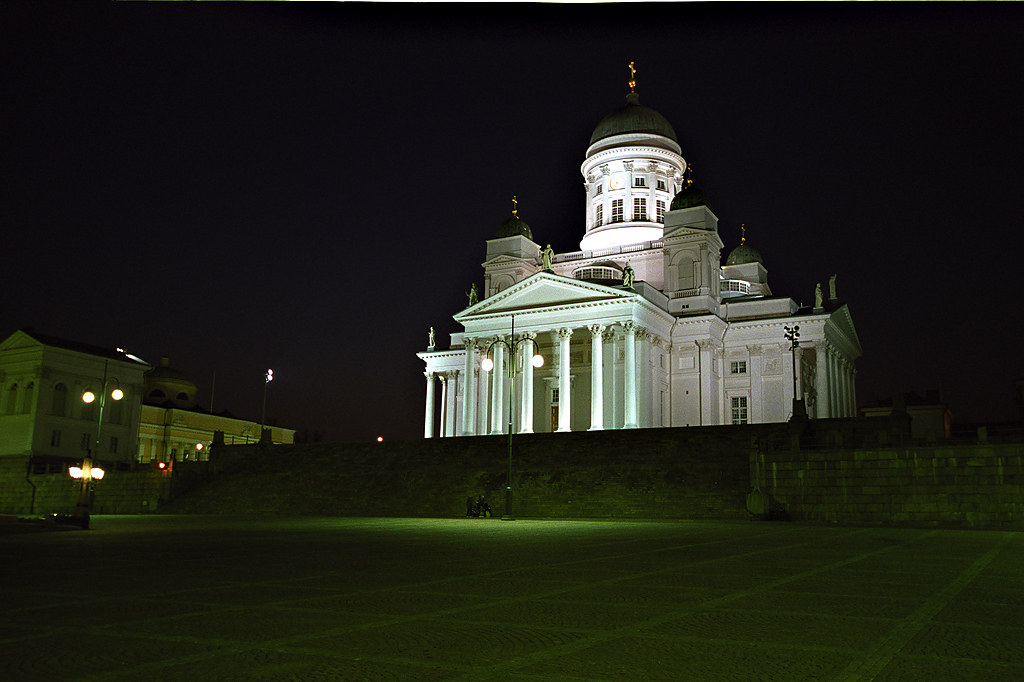
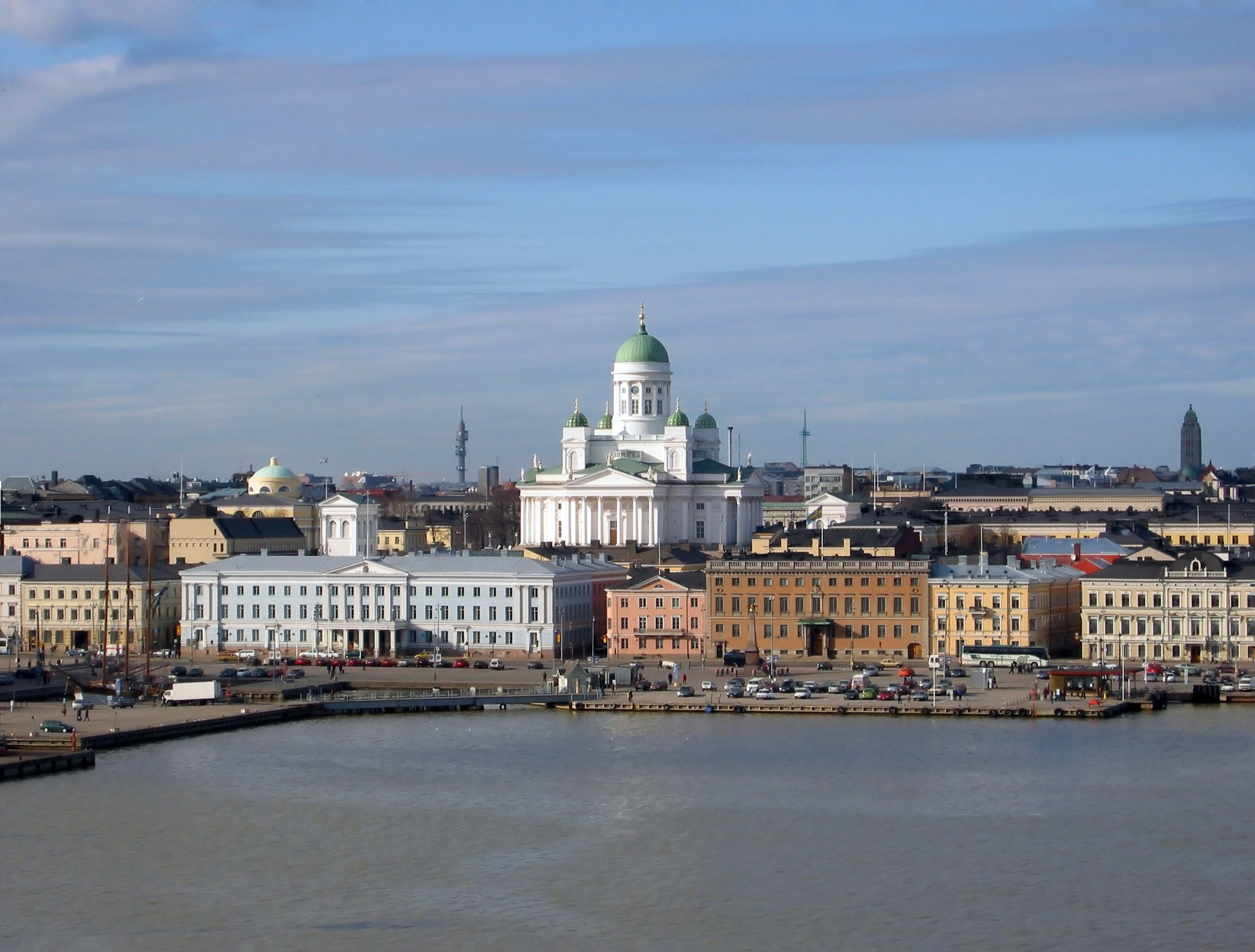
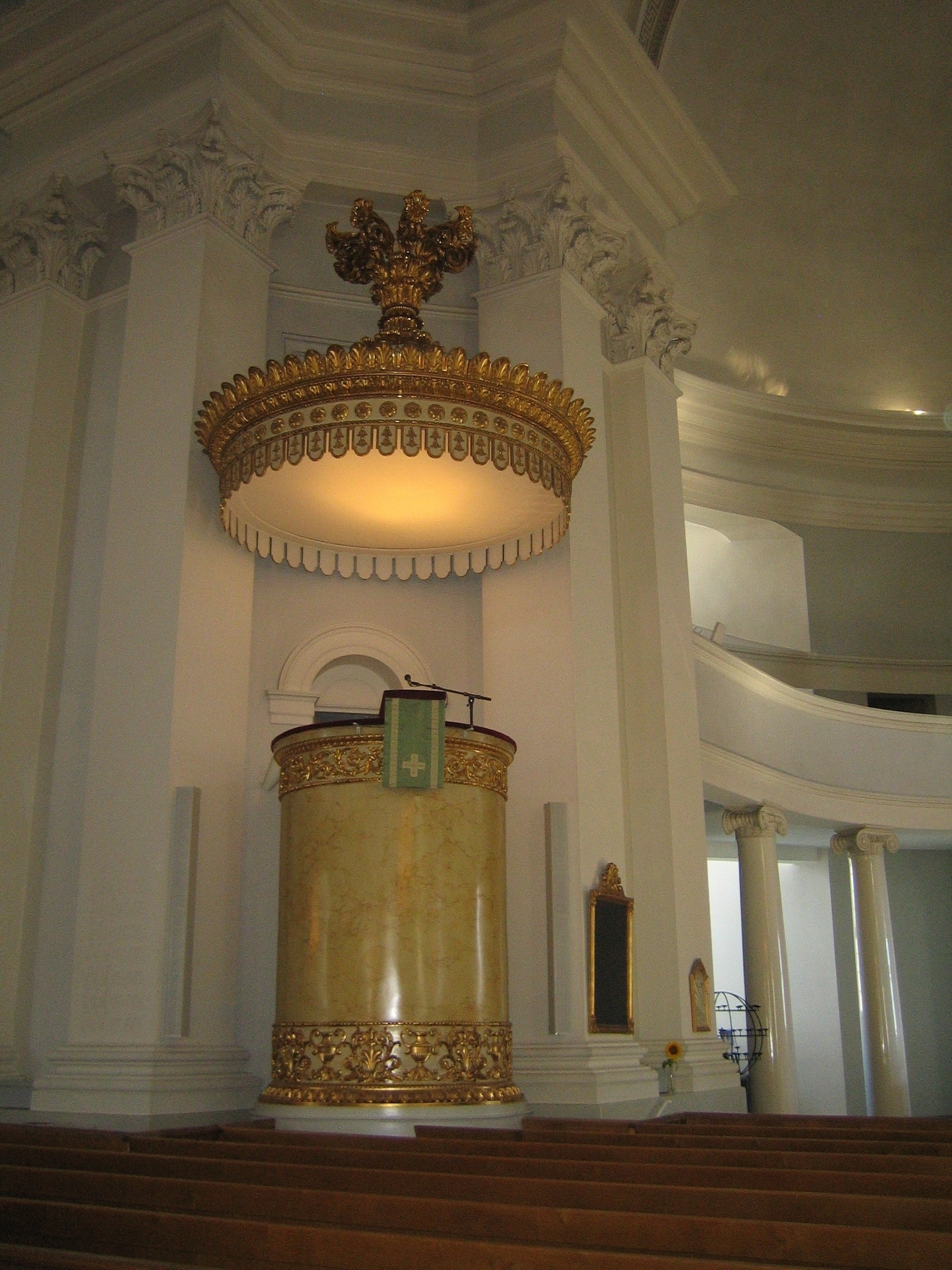